# Austin (Canada)
Austin is een gemeente (municipalité locale) in de Canadese provincie Québec. De plaats maakt deel uit van de Memphrémagog Regional County Municipality in de Eastern Townships. De plaats telt ongeveer 1400 inwoners.
Austin werd vernoemd naar Nicholas Austin, een van de eerste Quakers in het gebied. Hij bracht in 1796 een groep Quakers naar het gebied vanuit New Hampshire. 
De uitvinder Reginald Fessenden woonde een tijdlang in Austin.

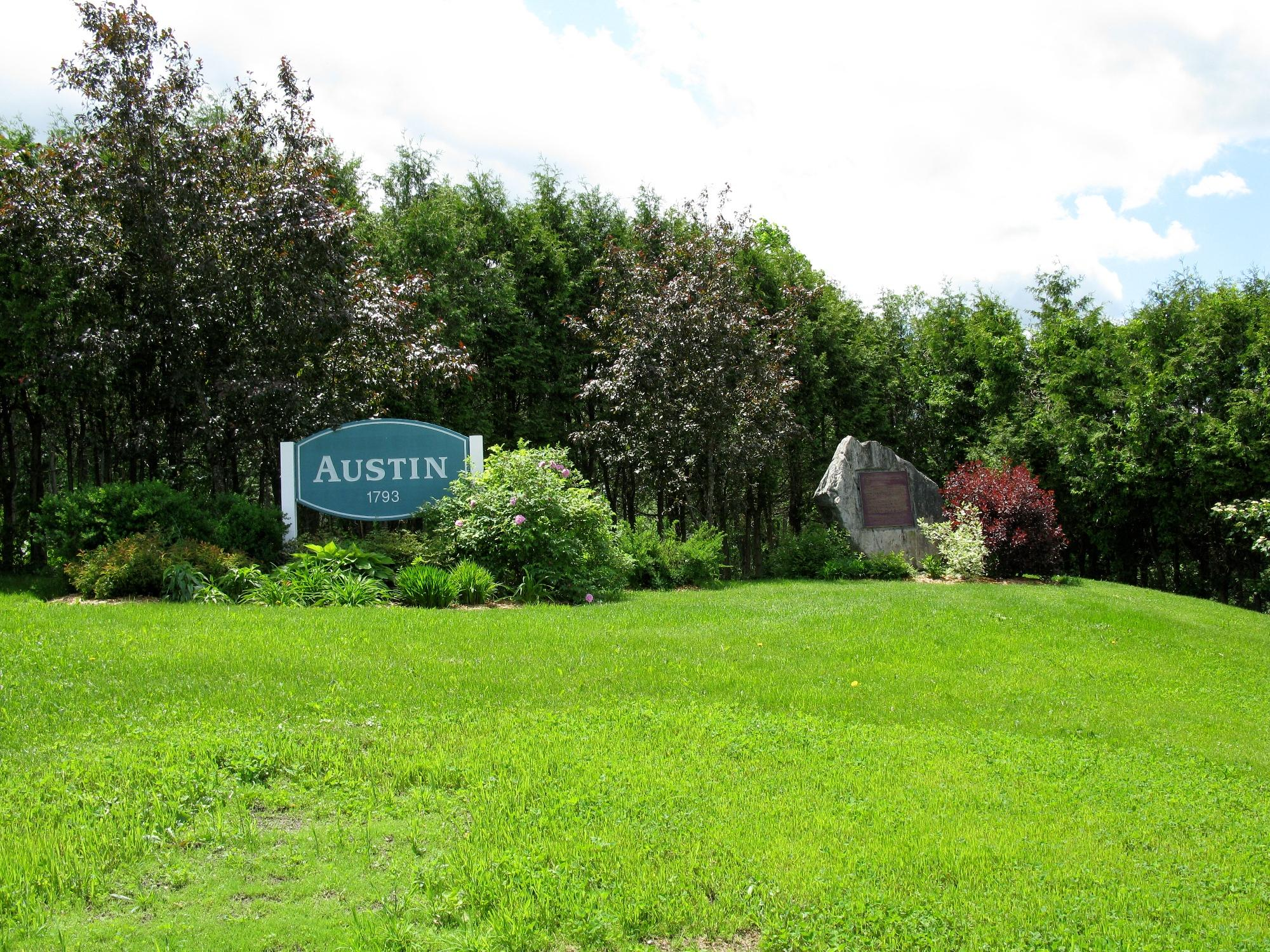